# Guillaume Le Gentil
Guillaume Joseph Hyacinthe Jean-Baptiste Le Gentil de la Galaisière conegut com a Guillaume Le Gentil (Coutances, el 12 setembre de 1725 — 22 d'octubre 1792) va ser un astrònom francès.
Primer va pensar d'entrar a l'església però finalment va optar per a la carrera d'astrònom. Va descobrir els objectes que actualment es coneixen com a objectes Messier M32, M36 i M38, així com la Nebulosa de la Llacuna (M8), i va ser el primer a catalogar la nebulosa fosca coneguda com Le Gentil 3 (a la constel·lació Cigne).
Va participar en el projecte col·laboratiu internacional per mesurar la distància al Sol mitjançant l'observació del trànsit de Venus des de diferents punts de la Terra. La idea va sorgir d'Edmond Halley, però requeria mesuraments acurats des de diferents part de la Terra, i el projecte va començar amb més de cent observadors a tot el planeta, per observar el trànsit de 1761. L'expedició francesa no va tenir gaire sort i especialment Guillaume le Gentil que sortí cap a Pondicherry, una colònia francesa a l'Índia. Va sortir de Paris al març de 1760 i arribar a Île de France (ara Maurici) al juliol. Quan el vaixell s'apropava a la seva destinació la guerra entre França i el Regne Unit havia esclatat i van trobar perillós d'acostar-se a Pondicherry i va reprendre el viatge cap a Île de France. El trànsit de Venus va succeir durant la travessia amb un cel molt clar; les seves mesures, però, no van ser molt precises degut al moviment del vaixell. Va decidir quedar-se a l'hemisferi sud per esperar el següent trànsit, vuit anys més tard. que succeïa en parells de vuit anys separats d'un altre parell per més d'un segle.
Després de cartografiar la costa est de Madagascar, va decidir mesurar el trànsit de 1769 des de Manila a les Filipines. En arribar les autoritats espanyoles es van mostrar hostils en pensar que podia ser un espia. Llavors va tornar a Pondicherry on va arribar el 1768. Va construir un petit observatori i esperar el trànsit de 1769. Desgraciadament tampoc no va poder enregistrar cap mesurament degut a les males condicions atmosfèriques d'aquell dia. Volia tornar a França, però una tempesta va obligar-lo a desembarcar a l'illa de la Reunió des d'on un vaixell espanyol el va portar cap a França. Quan va arribar a França va descobrir que havia estat declarat legalment mort, la seva dona s'havia tornat a casar, els seus béns havien sigut repartits entre els seus hereus i havia sigut reemplaçat de l'acadèmia Francesa de les Ciències. Després de diferents processos i amb l'ajut del rei va aconseguir recuperar la seva plaça, casar-se una altra vegada i viure una vida feliç allotjat a l'observatori de Paris.

## Òpera
La seva vida va inspirar la dramaturga canadenca Maureen Hunter per l'obra Transit of Venus, estrenada el 1992, transformada el 2007 en òpera amb música de Victor Davies.